# Saint-Cyr (Haute-Vienne)
Saint-Cyr település Franciaországban, Haute-Vienne megyében. Lakosainak száma 676 fő (2022. január 1.). Saint-Cyr Cognac-la-Forêt, Saint-Auvent és Saint-Laurent-sur-Gorre községekkel határos.

## Népesség
A település népessége az elmúlt években az alábbi módon változott:
| Lakosok száma | 725  | 708  | 709  | 693  | 685  | 683  | 679  | 677  | 676  |
|               | 2013 | 2015 | 2016 | 2017 | 2018 | 2019 | 2020 | 2021 | 2022 |